# Hyperbarisk oxygenterapi
Hyperbarisk oxygenterapi er den medicinske brug af oxygen ved højere niveauer end atmosfærisk tryk. Typisk vil en hyperbarisk oxygenbehandling bestå af en længere række af behandlinger på 15-90 minutters varighed, hvor ilt under tryk bruges i behandling af forskellige lidelser.
Behandlingsformen har været undersøgt og studeret siden starten af forrige århundrede. I dag ved man at det er gavnligt til bl.a. sårheling, ved akutte brandsår, ved stråleskader og mange andre lidelser.[kilde mangler]
| Naturvidenskab | Spire Denne naturvidenskabsartikel er en spire som bør udbygges. Du er velkommen til at hjælpe Wikipedia ved at udvide den. |

| Lægevidenskab | Spire Denne artikel om lægevidenskab er en spire som bør udbygges. Du er velkommen til at hjælpe Wikipedia ved at udvide den. |